# Alter Ego (dancegroep)
Alter Ego is een Duitse dancegroep uit Darmstadt die tussen 1993 en 2009 actief was en bestond uit Jörn Elling Wuttke en Roman Flügel (1970). De groep maakte een grote hoeveelheid stijlen als trance, techno, acid house, ambient house, Intelligent dance music en electro. De groep werd het meest bekend met het album Transphormer (2004), dat de clubhit Rocker voortbracht. De groep bracht ook onder andere namen muziek uit zoals Sensorama, The Primitive Painter en Warp 69. Met Warp 69 maakten ze de clubhit Natural High (1994). Beide zijn ook betrokken bij het invloedrijke label Ongaku Musik. Roman Flügel heeft ook een verdienstelijke solocarrière .

## Vroege jaren
Jörn Elling Wuttke en Roman Flügel ontmoeten elkaar in Darmstadt in de rockclub "The Golden Crown", maar zijn beide onder de indruk van de opkomense dancescene. Wuttke is dan al actief in de muziek. Hij werkt als ondersteunend gitarist van de band The Sheets en heeft een eigen studio. Roman laat hem een demotape horen, en dat is het begin van een samenwerking. Ze raken vanaf de late jaren tachtig betrokken bij de dancescene in het nabijgelegen Frankfurt am Main. In 1993 laten ze voor het eerst van zich horen als Acid Jesus met enkele ep's en een titelloos debuutalbum vol onversneden acid house. Daarvan doet de single Move My Body het erg goed. Voor het Harthouse-label produceren ze als Alter Ego een titelloos debuutalbum waarop ze dromerige trance met veel acidinvloeden maken. Een bijzondere clubhit hebben ze in Nederland met Natural High van het project Warp 69. In 1997 wordt hier een nieuwe versie van gemaakt door de Britse prducer Dave Angel. Dit project maken ze met Kai Praag, een oud bandlid van The heets, en verschijnt op het Fresh Fruit label van Chocolate Puma verschijnt. Zelf zijn ze echter ook betrokken bij de oprichting van het label Ongaku Musik dat ook Playhouse Records en Klang Elektronik Records onder zich heeft. Als The Primitive Painter maken ze in 1994 ook een titelloos ambient house-album. Dit album flopt doordat een deal met R&S Records om het in een grotere oplage uit te brengen mislukt. Daardoor heeft het album lange tijd een cultstatus en worden de weinige exemplaren voor grote bedragen verkocht. Pas in 2020 volgt een heruitgave. Het Alter Ego-project krijgt een radicale stijlverandering op Decoding the Hacker Myth waarop zeer experimentele Intelligent dance music staat. Van dit album wordt ook een remixversie uitgebracht waarop Andrew Weatherall, Luke Slater en Matthew Herbert het wat dj-vriendelijker maken. Met David Holmes maken ze de single The Evil Needle (1997). Daarna verdwijnt Alter Ego een tijdje naar de achtergrond. Als Sensorama maken ze de albums Welcome Insel  (1996) en Love (1998) en Projektor (2001) als met experimentele elektronica. In 1997 maken ze ook een radioversie van het nummer Lovelee Dae van Blaze. Mede hierdoor doet de track het goed in Duitsland.

## Doorbraak
Alter Ego is in 2000 weer terug met de ep Betty Ford, waarvan de titeltrack een op de dansvloer gerichte technoplaat is. Ze nemen daarna nog enkele singles op, waaronder Space Marines met Wolfgang Voigt. Wuttke en Flügel werken ook als producers voor Sven Väth. Ze maken tracks voor de albums Contact (2000) en Fire (2002). In 2004 verschijnt er ook weer een album. Het clubgerichte album Transphormer (2004), krijgt wisselen recensies. Dit album wordt desondanks een succes en maakt Alter Ego bij een grote publiek bekend. Dat komt mede door de single Rocker die in clubs door heel Europa een hit is. Op het daaruit gemaakte Transphormed staan remixes van Eric Prydz, Isolée en Ricardo Villalobos. Daarnaast staan ook de remixes die de groep de jaren daarvoor maakte op het album. Het levert ook weer opdrachten op voor nieuwe remixes voor onder andere Pet Shop Boys, Kylie Minogue, Depeche Mode en Daft Punk. Het duo staat diverse keren op Awakenings en I Love Techno en doet ook aan op Lowlands 2004. Niet veel later heeft ook Roman Flügel succes met zijn single Geht's Noch?. In 2007 verschijnt opvolger 'Why Not?. Hiervan wordt ook een remixalbum gemaakt. Op What's Next?! staan remixes van Carl Craig, Modeselektor en Tim Deluxe. Daarna wordt Alter Ego inactief. In 2012 verschijnt er nog een compilatie van singles. Ook wordt het MP3-album The Lost Album uitgebracht. Hierop staat onuitgebracht materiaal dat in de periode 2000 tot 2004 is opgenomen. Ook wordt in 2017 een dubbelcd uitgebracht met de tracks van het Acid Jesus-project. Roman Flügel blijft wel solo actief.

## Discografie

### Albums
- Acid Jesus - Acid Jesus (1993)
- Alter Ego (1994)
- The Primitive Painter (1994)
- Memories from Overseas (1995)
- Decoding the Hacker Myth (1996)
- Alterism (1996) (remix album)
- Sensorama  - Welcome Insel (1996)
- Sensorama  - Love (1998)
- Sensorama  - Projektor (2001)
- Transphormer (2004)
- Transphormed (2005) (remix album)
- Why Not?! (2007)
- What's Next?! (2008) (remix album)
- The Lost Album (2012)
- The Best Of Alter Ego (2012) (compilatie)
- Acid Jesus - Flashbacks 1992-1998 (2017) (compilatie)